# فرناندو باتشيكو فيليو
فرناندو باتشيكو فيليو (بالبرتغالية: Fernando Pacheco Filho) مواليد 25 مايو 1983 في نيتيروي، هو لاعب كرة يد برازيلي يلعب كظهير أيمن. يلعب حاليا مع نادي جرانوليريس لكرة اليد. مثل منتخب البرازيل لكرة اليد. شارك في دورة الألعاب الأولمبية الصيفية سنة 2008. حقق المركز الأول في دورة الألعاب الأمريكية 2007.

## سجل المنافسة
شارك في البطولات التالية:
- بطولة العالم لكرة اليد للرجال 2015

## الميداليات
| الميدالية | المسابقة                    |
| --------- | --------------------------- |
| ذهبية     | دورة الألعاب الأمريكية 2007 |
| ذهبية     | دورة الألعاب الأمريكية 2015 |
| فضية      | دورة الألعاب الأمريكية 2011 |

## روابط خارجية
- فرناندو باتشيكو فيليو على موقع أوليمبيديا (الإنجليزية)